# Aksoum
Cette page contient des caractères spéciaux ou non latins. S’ils s’affichent mal (▯, ?, etc.), consultez la page d’aide Unicode.
Aksoum ou Axoum (አክሱም, Aksum) est une ville du nord de l'Éthiopie, dans la province du Tigré, avec une population of  94 515 habitants (en 2022). C'est l'un des centres religieux de l'Église orthodoxe éthiopienne.
Aksoum a été le centre de l'Empire aksoumite entre le Ier et le VIe siècle de notre ère. Le site archéologique de May-Hedja où se trouvent les « obélisques d'Aksoum » a été inscrit sur la liste du patrimoine mondial de l'UNESCO en 1980. Dans les alentours de la ville se trouvent de nombreux autres sites datés de cette période antique.
Aksoum possède un aéroport (code AITA : AXU).

## Histoire

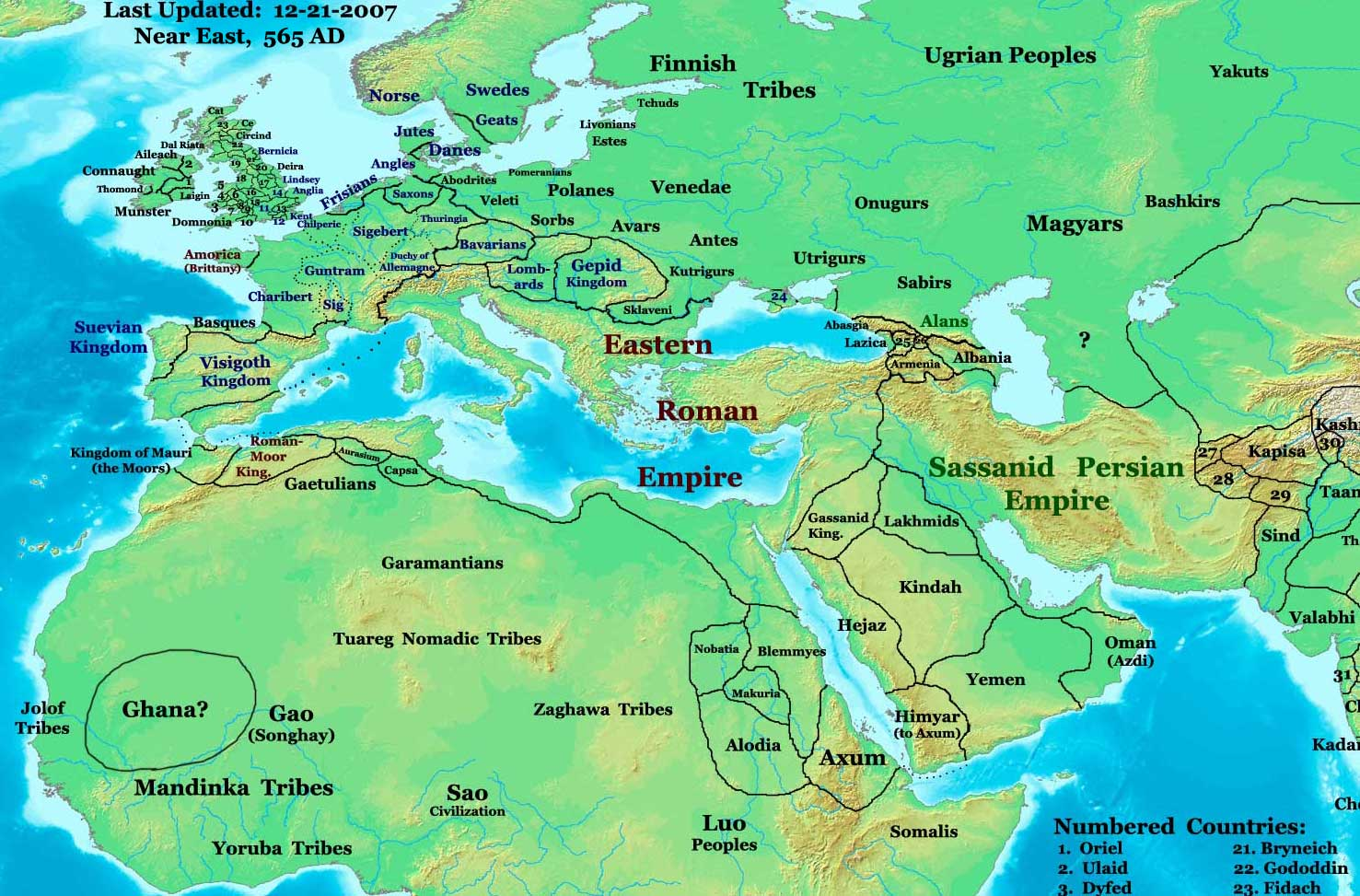
Le royaume d'Aksoum et d'autres politiques en 565

Aksoum était le centre de la puissance commerciale marine connue sous le nom du royaume axoumite, qui a précédé les premières mentions dans les écrits romains antiques. Autour de 356 apr. J.-C, son chef a été converti au christianisme par Frumence d'Aksoum. Plus tard, sous le règne de Kaleb, Aksoum était un quasi-allié de Byzance contre l'Empire perse sassanide qui avait adopté le zoroastrisme. La documentation historique n'est pas claire, avec d'anciens registres paroissiaux et les sources primaires contemporaines. Le royaume tombe dans l'oubli au VIIe siècle.

### Histoire antique

#### Pré-chrétienne
Au milieu du premier millénaire avant l'ère commune et auparavant des populations pratiquent agriculture et élevage. C'est alors qu'apparaissent des signes que l'on peut rapprocher des populations de l'Arabie du Sud. Le vestige le plus spectaculaire est le temple de Yeha, à 35 km d'Aksoum, un temple « pré-aksumite » qui présente de grandes similitudes avec ceux de l'Arabie du Sud. Les pratiques culturelles de ces « colons » auraient été absorbées dans les sociétés locales. Un État, D'mt, apparait au moins au Ve siècle AEC dans des inscriptions non vocalisées, avec des « rois ».
Les fouilles archéologiques menées sur la colline où se trouve l'actuelle église de Bete Giyorgis ont permis de confirmer que le district d'Aksum est au moins occupé depuis le IVe siècle av. J.-C. La première mention de la ville par des auteurs gréco-romains remonte au Ier siècle av. J.-C..
Selon le Livre d'Axoum (en), la première capitale d'Aksoum, Mazaber, aurait été construite par Itiyopis, fils de Cush. La capitale aurait ensuite été transférée à Aksoum, dans le nord de l'Éthiopie. Le royaume a utilisé le nom d '"Éthiopie" dès le quatrième siècle.
Deux collines et deux ruisseaux se trouvent sur les côtés est et ouest de la ville; c'est ce qui a, peut-être, donné l'impulsion initiale pour dynamiser cette zone. Le long des collines et de la plaine, à l'extérieur de la ville, les Aksoumites avaient des cimetières avec des pierres tombales élaborées, des stèles ou des obélisques.

#### Chrétienne

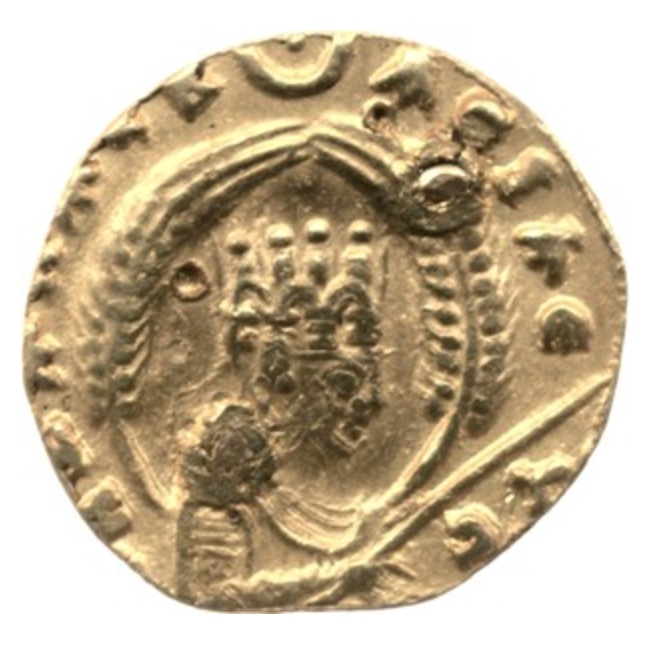
Pièce d'or d'Ezana avec croissant de nouvelle lune, disque et épis de blé, 300-340 env. British Museum
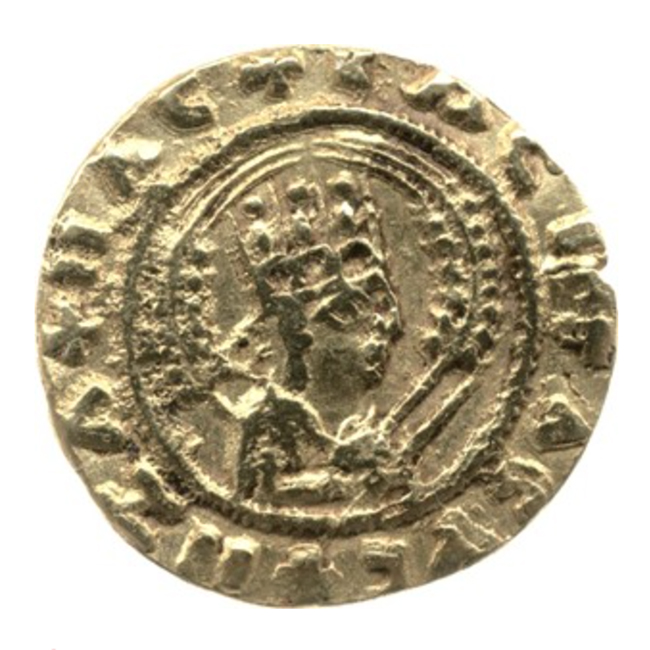
Pièce d'or d'Ezana avec croix et épis de blé, 340-400 env. British Museum

Les Aksoumites ont adopté le christianisme comme religion d'État entre 330 et 360 sous le roi Ezana. On connait, en effet deux séries monétaires en or, l'une portant le disque et le croissant, l'autre, la croix chrétienne. C'est ce qui permet de situer cet évènement dans cette fourchette. Le royaume d'Aksoum a été le premier État à utiliser l'image de la croix sur ses monnaies. Cette religion aurait été importée par un prisonnier, Frumentius, qui avait obtenu la confiance du roi et qui devint, à sa mort, le conseiller de son épouse, veuve, entre 330 et 360. Il accorda des lieux de cultes aux marchands étrangers. Le chef de l'Église éthiopienne était nommé par le patriarche d'Alexandrie qui avait adopté l'« hérésie » monophysite, c'est-à-dire que l'humain et le divin fusionnaient dans la personne du Christ.
La cité semble avoir commencé un lent et long déclin après le VIIe siècle, dû en partie aux Perses et finalement aux Arabes qui contestaient aux aksoumites les anciennes routes commerciales de la mer Rouge.
Finalement Aksoum a été coupée de ses principaux marchés : Alexandrie, Byzance et l'Europe du Sud, et sa part du commerce a été captée par ces commerçants arabes de l'époque. Le royaume d'Aksoum a finalement été détruit par la reine non chrétienne Gudit (règne autour de 960). Alors que la puissance du royaume s'affaiblissait, il en était de même de l'influence de la ville elle-même, qui aurait vu sa population décliner, comme ce fut le cas pour Rome et d'autres villes placées à l'écart des événements mondiaux. Le dernier roi (nominal) connu à régner a été couronné au Xe siècle, mais l'influence du royaume et le pouvoir avait pris fin bien avant. Il est probable que les habitants d'Aksoum aient été forcés de partir vers le sud ; leur civilisation a ainsi disparu.
Le déclin de la population et du commerce a contribué alors au déplacement de la puissance du centre de l'empire éthiopien du Sud, vers la région d'Agaw, alors que ce pouvoir se structurait vers l'intérieur des terres. La ville d'Aksoum était le siège administratif d'un empire couvrant 1 million de miles carrés. Finalement, le nom alternatif (Éthiopie) a été adopté par la région centrale, et par la suite, l'état moderne actuel.

## La ville contemporaine
La ville d'Aksoum compte aujourd'hui environ 50 000 habitants.

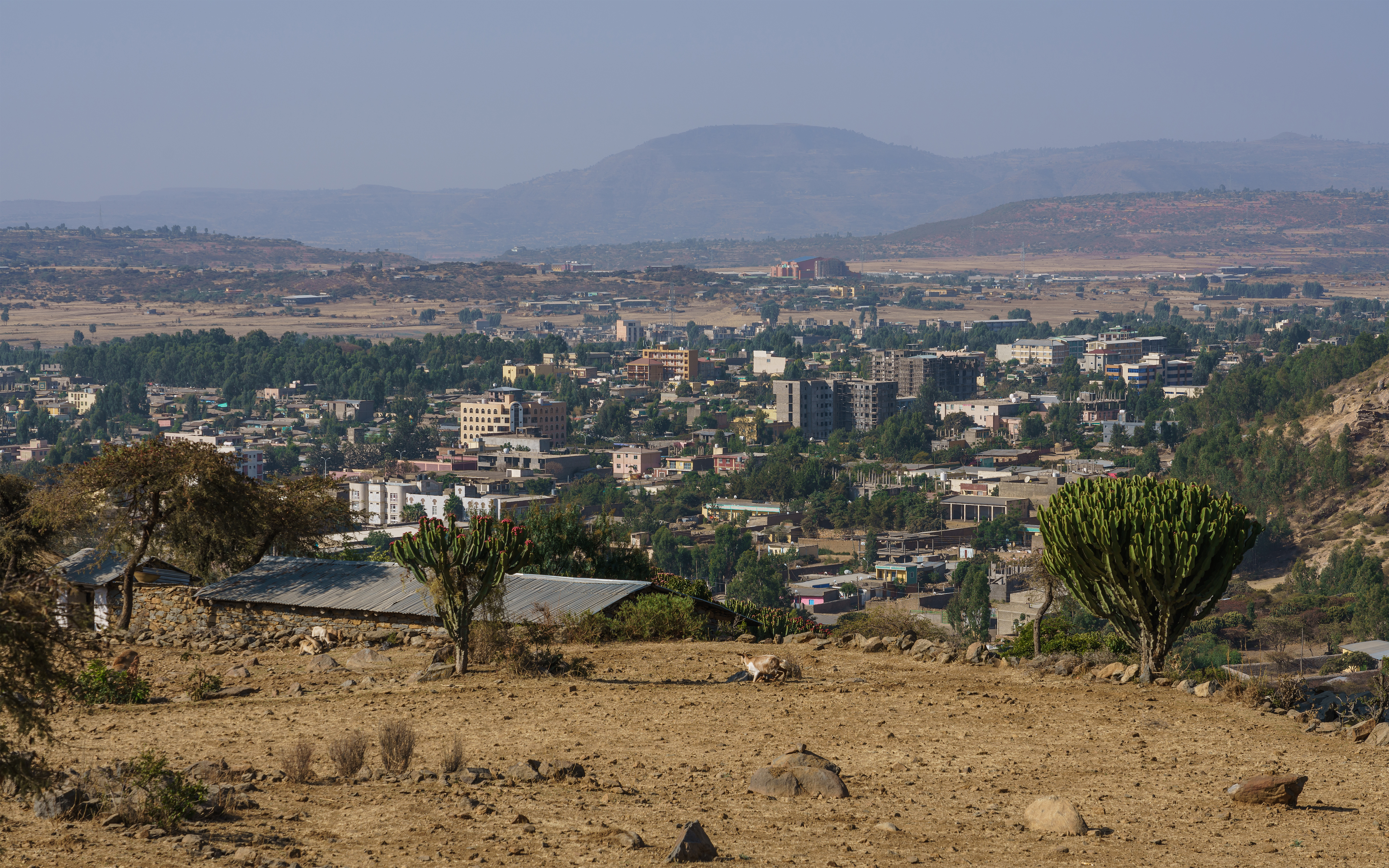
Aksoum, vue partielle

Le transport aérien est assuré par l'aéroport d'Aksoum.
L'Université d'Aksoum y a été créée en mai 2006 sur un site vierge, à quatre kilomètres (2,45 miles) du centre-ville, et inaugurée le 16 février 2007. La superficie actuelle du campus est de 107 hectares, avec amplement d'espace pour l'expansion. La création d'une université à Aksoum devrait contribuer beaucoup au développement constant du pays en général et de la région en particulier.
Lors de la guerre du Tigré, un massacre a eu lieu dans la ville d'Aksoum le 28 et 29 novembre 2020. Selon Amnesty International, des soldats érythréens ont tué de manière systématique des centaines de civils non armés, fait constituant selon l'organisation un crime contre l'humanité.

## Patrimoine

### May-Hedja

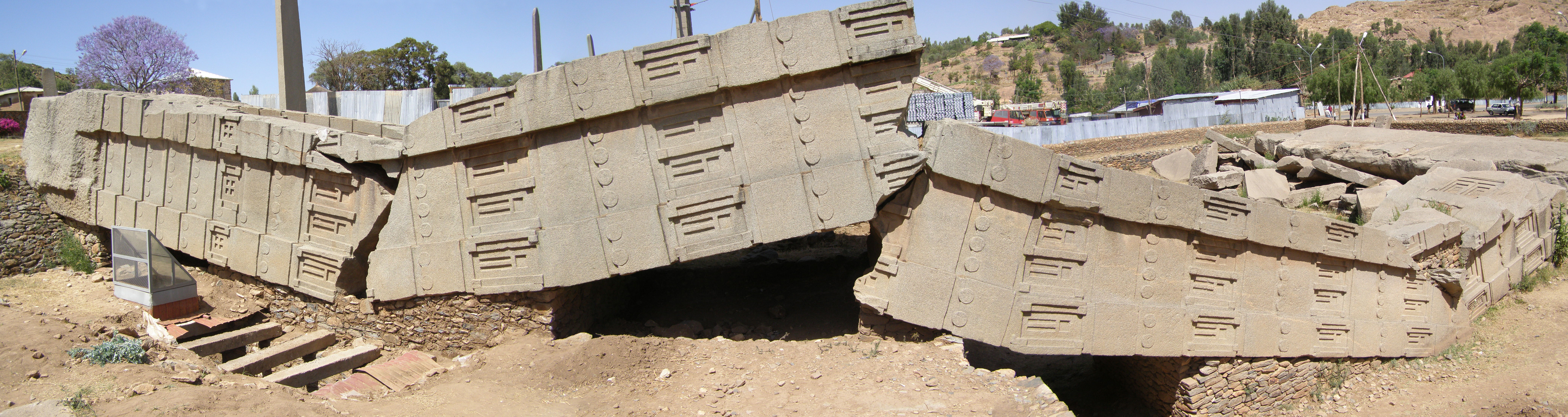
La grande stèle brisée

Le site pourrait correspondre à une nécropole royale de la période aksoumite, qui se prolongerait bien au-delà des limites actuelles de la zone archéologique. Il regroupe sept grandes stèles mégalithiques, parfois appelées « obélisques d'Aksoum », et des tombeaux.

### Église Sainte-Marie-de-Sion
L'église moderne Sainte-Marie-de-Sion et le monastère sont regroupés dans une enceinte qui contient également des piliers et douze sièges de pierre ; le Ménagésha, lieu du couronnement royal et des conseils et assemblées de justice. S'y trouvent également les ruines de la basilique initiale de Maryam Sion, premier édifice chrétien éthiopien érigée vers 321, sous le règne d'Ezana.
La structure surnommée "monastère" ou chapelle, édifiée sous Fasilidas en 1662, restaurée sous Ménélik II, est interdite aux femmes. Elle est décorée de peintures et renferme le trésor : couronnes impériales, vêtements royaux et religieux, croix et tambours. Dans une cache secrète dormirait l'Arche d'alliance qui contient les Tables de la Loi, jamais exposées mais dont l'existence n'est mise en doute par aucun croyant de l'église orthodoxe éthiopienne.

### Ruines de Dongour (ou Dungur)
Au sud-ouest de la ville se trouvent les vestiges du palais du roi Caleb (VIe siècle). Le site offre une multitude de petites salles qui entourent la partie principale composée de sept pièces et d'un escalier monumental. En 2008, des archéologues allemands ont découvert, sous ce palais, les vestiges d'un autre palais qu'ils ont présenté comme étant celui de la Reine de Saba.

### Stèles de Gudit
De l'autre côté de la route en face de Dongour, se trouve un enchevêtrement d'obélisques. Cette nécropole dite de Gudit (ou Yodit) légendaire reine païenne ou juive, a été examinée en 1994. Des traces de chambres funéraires, des morceaux de poteries, des restes humains et des lames de métal y ont été exhumés.

### Réservoir de May Shum
Au nord-est d'Aksoum, une piste conduit aux tombes supposées des rois Caleb et Gabra Masqal. Elle longe d'abord un grand réservoir - la citerne de May Shum. Ce bain légendaire de la reine de Saba est un baptistère pour les fidèles d'Aksoum lors de la fête de Timqet. Plus loin, une cabane protège la pierre d'Ezana, gravée d'inscriptions trilingues en sabéen, guèze et grec. Les tombeaux des deux rois, situés plus haut sur le plateau, sont gravés de croix, de flèches, d'éléphants. Deux lourds sarcophages y sont entreposés.

### Cité antique de Beta Seneti
Découverte en décembre 2019 et située dans la région de Yéha à une cinquantaine de kilomètres d'Aksoum, Beta Seneti a été occupée pendant au moins 1 400 ans, entre 750 av. J.-C. et 650. L'ancienne ville s'étendait sur 14 hectares et aurait joué un rôle important dans les échanges commerciaux entre Aksoum et les nations de la mer Rouge.
Les ruines d'une basilique romaine du IVe siècle ont également été dévoilées lors de ces fouilles.
Un pic rocheux est surmonté de l'église Saint-Pantéléon, construite au VIe siècle en l'honneur de l'un des Neuf Saints.

Sites des environs d'Aksoum
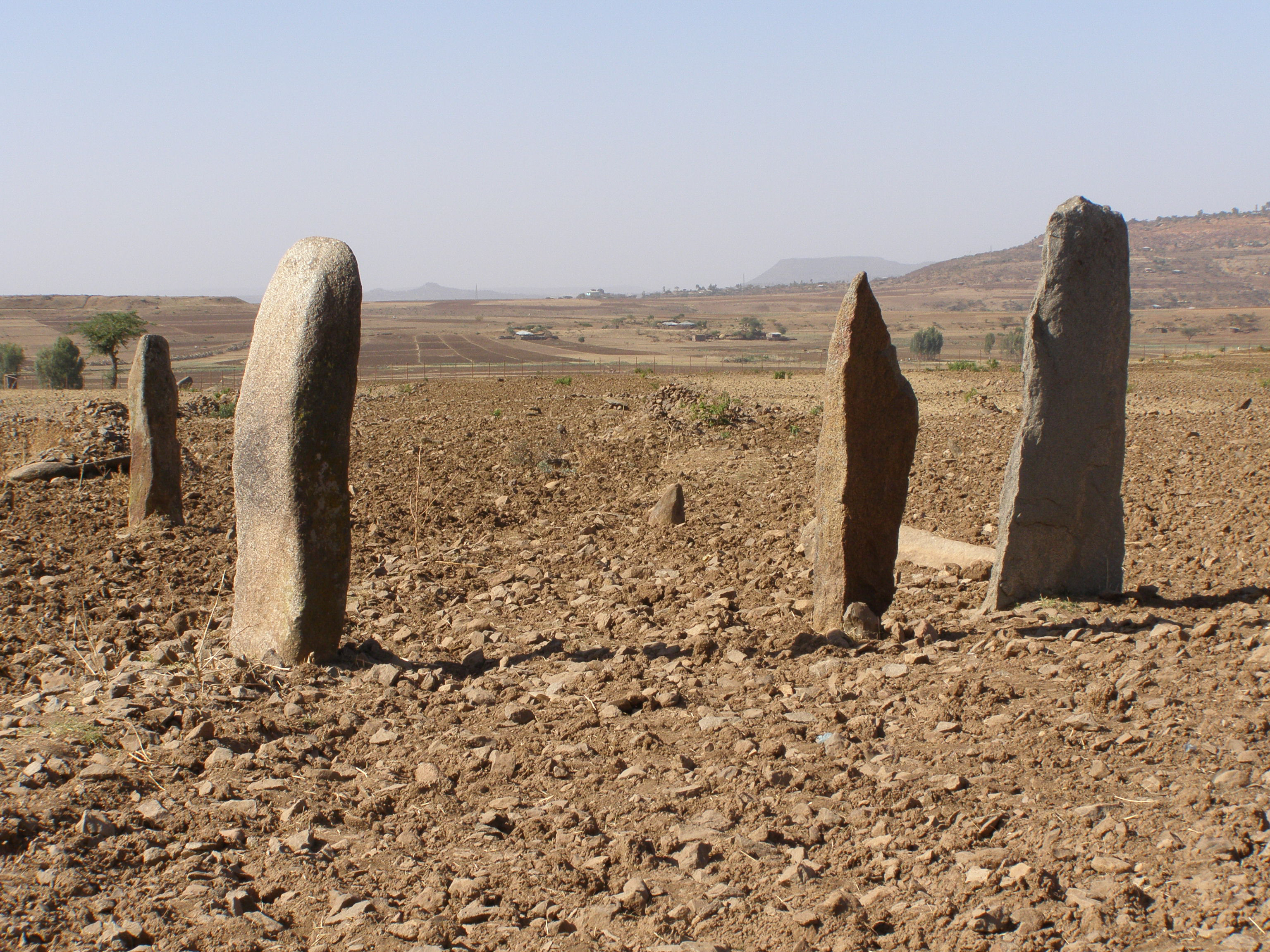
Nécropole de Gudit
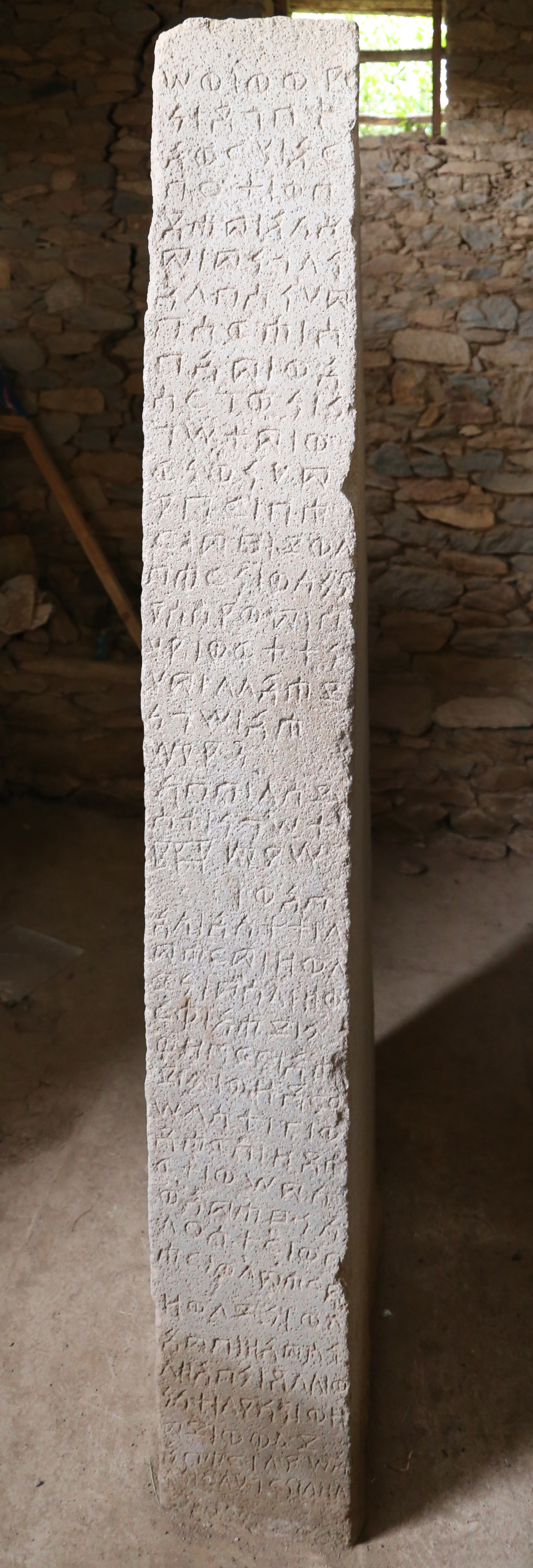
La pierre d'Ezana
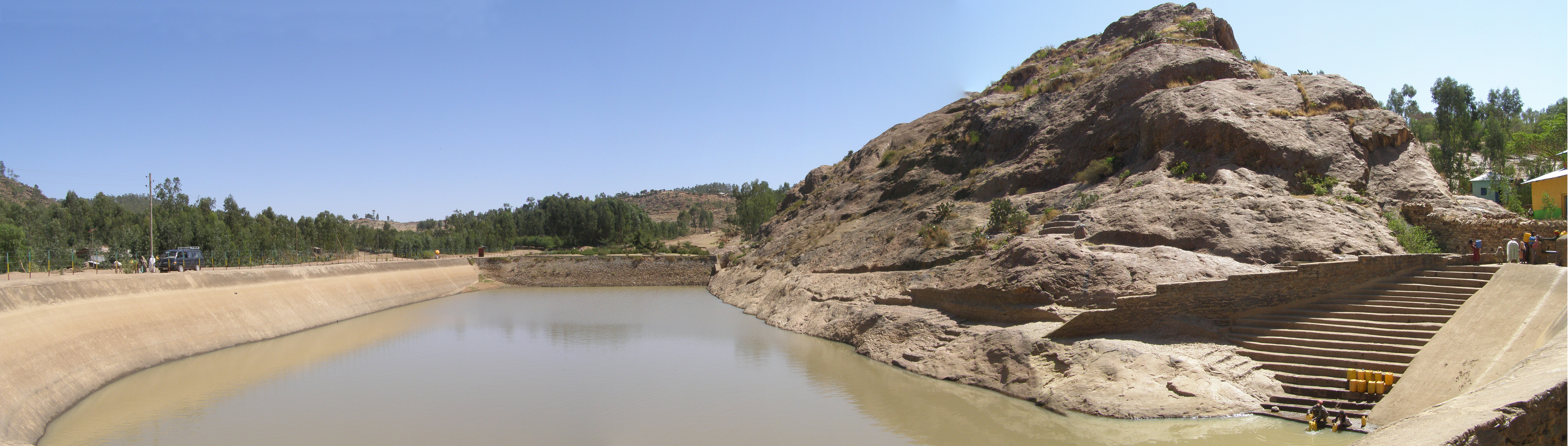
Réservoir de May Shum
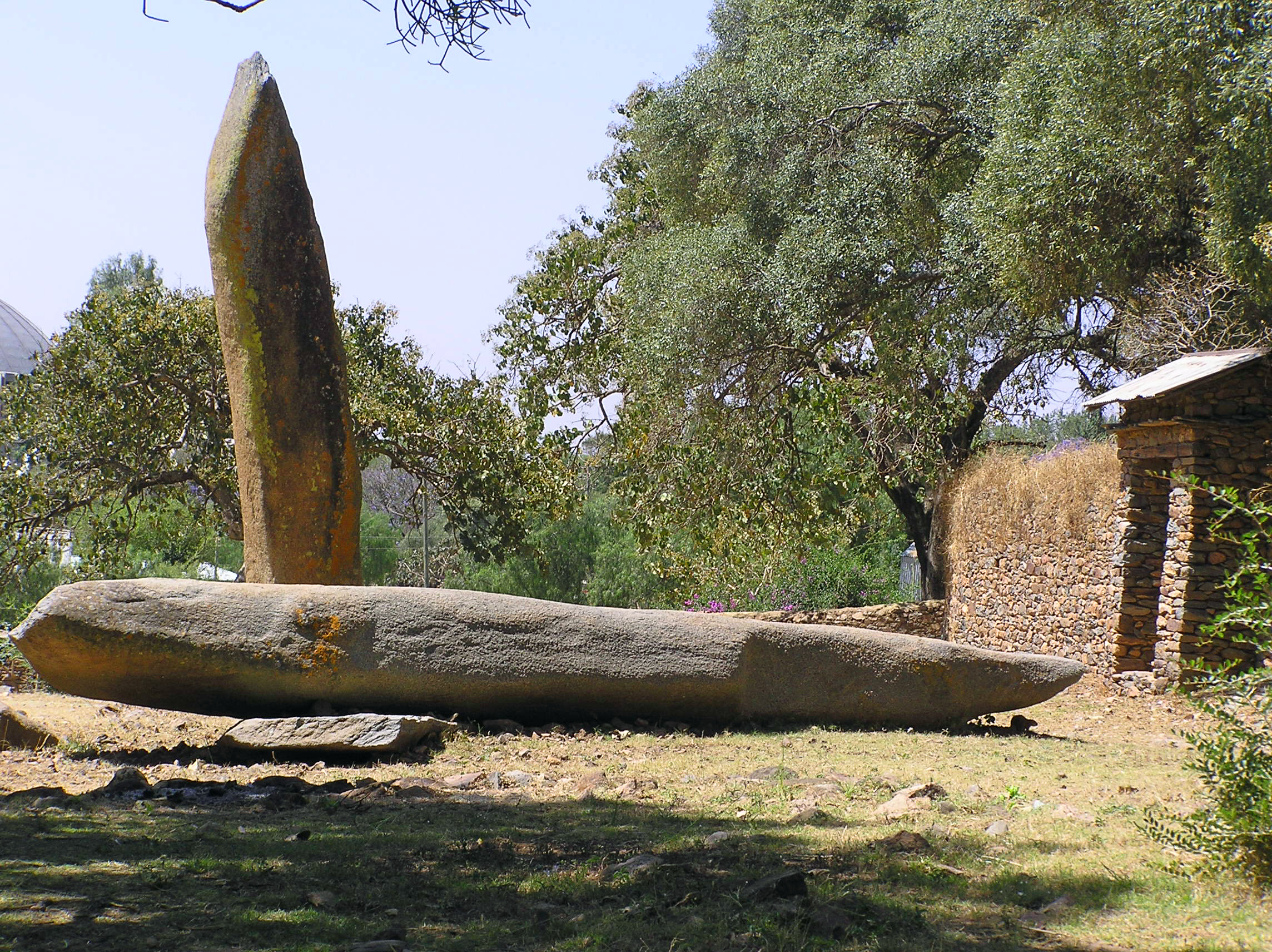
Stèles de la cité antique de May Hedja
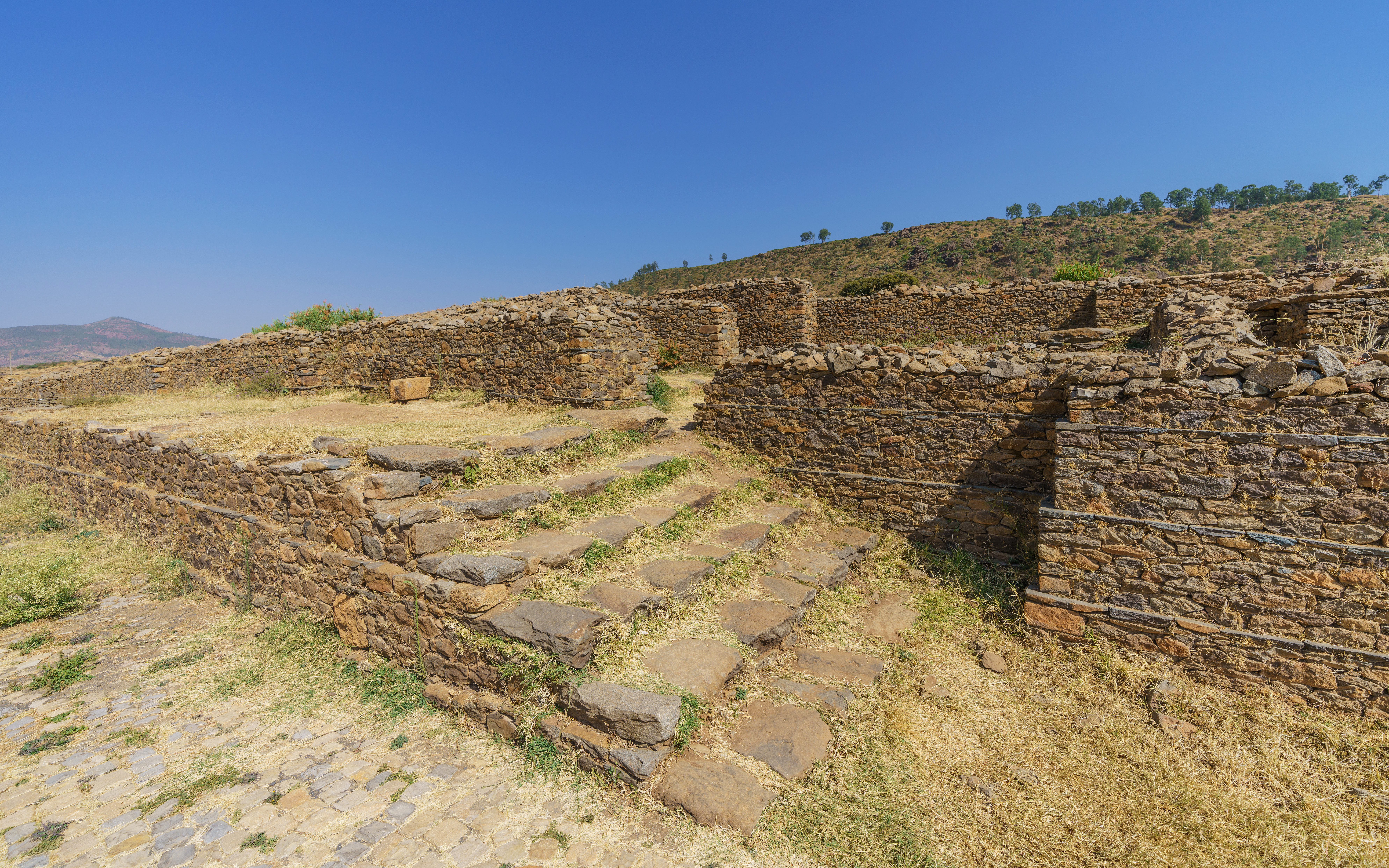
Ruines de Dongour

## Aksoum et l'islam
L'Empire aksoumite a entretenu une relation de longue durée avec l'islam. Selon ibn Hisham, lorsque Mahomet a subi l'oppression du clan Quraysh, il a envoyé à Aksoum un petit groupe comprenant sa fille Ruqayya et son mari Uthman. Sahama, le monarque aksoumite, leur a donné refuge et protection. Il a refusé les demandes du clan Quraish de renvoyer ces réfugiés en Arabie. Ces réfugiés ne sont rentrés que la sixième année de l'hégire (628), et même alors, beaucoup sont restés en Éthiopie, s'installant finalement à Negash, dans ce qui est maintenant la zone de Mibraqawi.
Il existe différentes traditions concernant l'effet de ces premiers musulmans sur le dirigeant d'Aksoum. La tradition musulmane est que le dirigeant d'Axoum a été tellement impressionné par ces réfugiés qu'il est devenu un converti secret. D'un autre côté, les historiens arabes et la tradition éthiopienne affirment que certains des réfugiés musulmans qui vivaient en Éthiopie à cette époque se sont convertis au christianisme orthodoxe. Il existe également une deuxième tradition éthiopienne selon laquelle, à la mort d'Ashama ibn Abjar, Muhammed aurait prié pour l'âme du roi et dit à ses disciples: "Laissez les Abyssins en paix, tant qu'ils ne prennent pas l'offensive. "

## Une place privilégiée dans le christianisme éthiopien

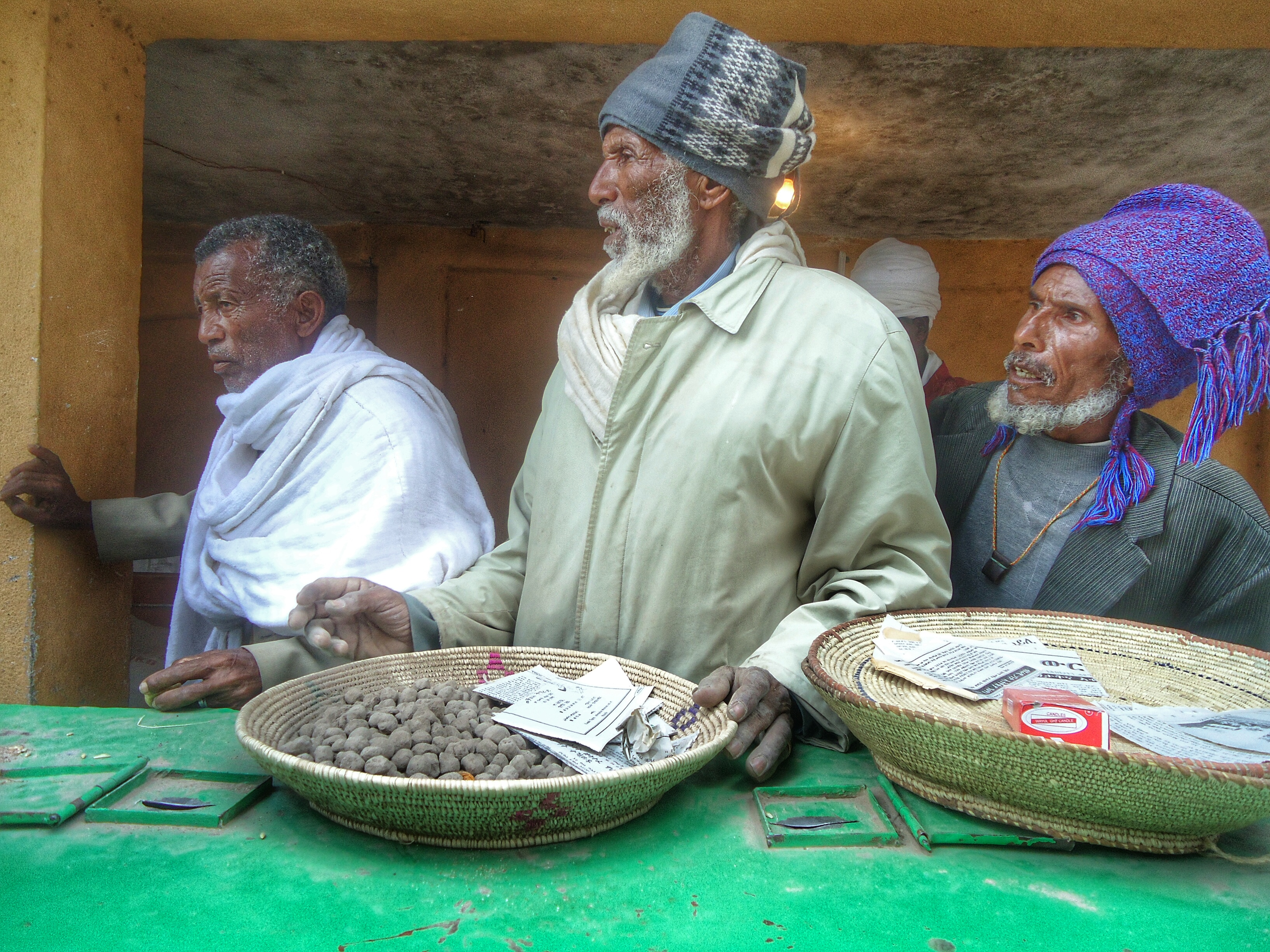
Fidèles à l'église d'Aksum, Maryam Seyon (Sainte-Marie-de-Sion)

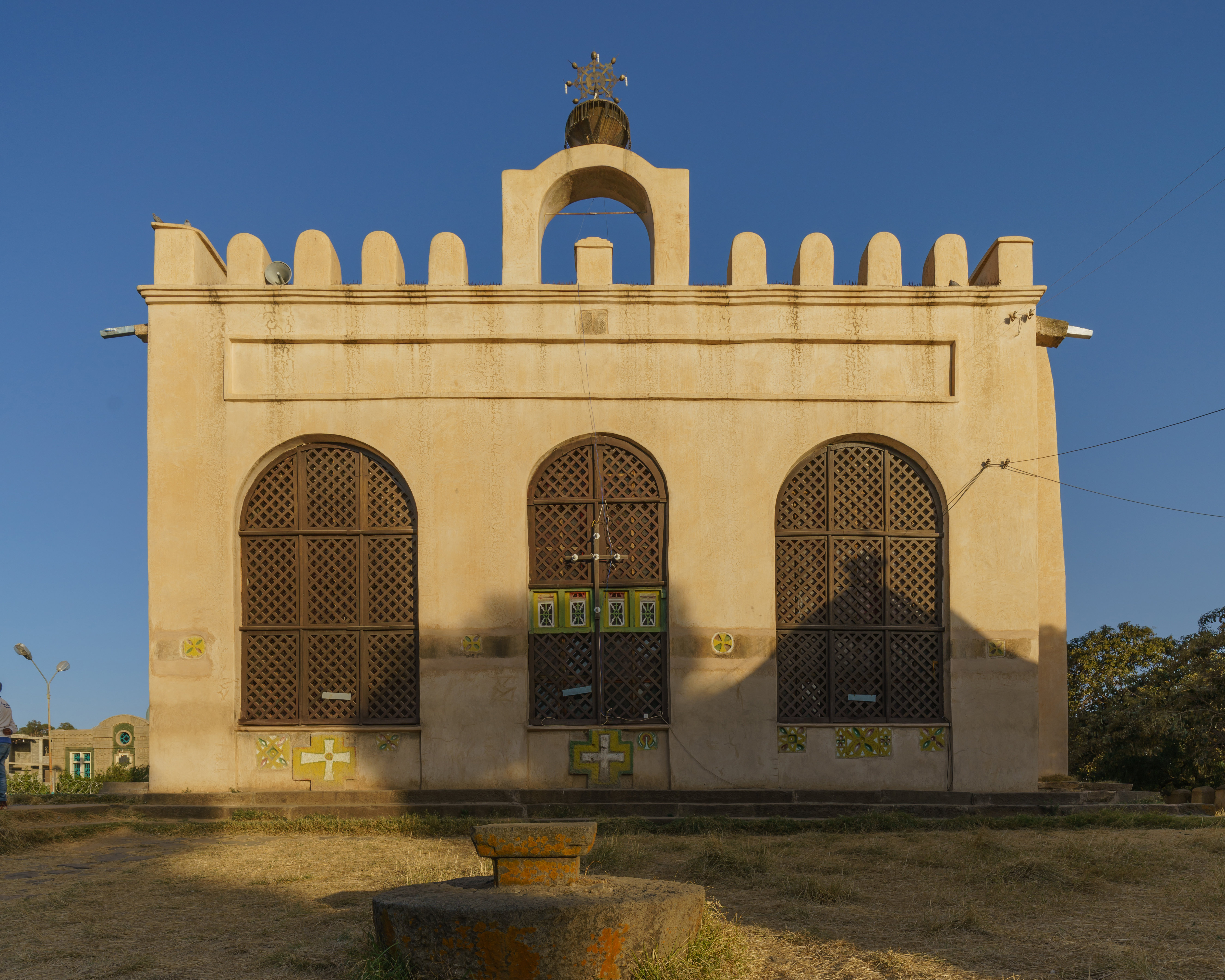
L'église Maryam Seyon, dans le style du début de Gonder (empereur Fasilides, 1632 - 1667). La cathédrale originale de style aksoumite englobait tout le piédestal auquel mène l'escalier.

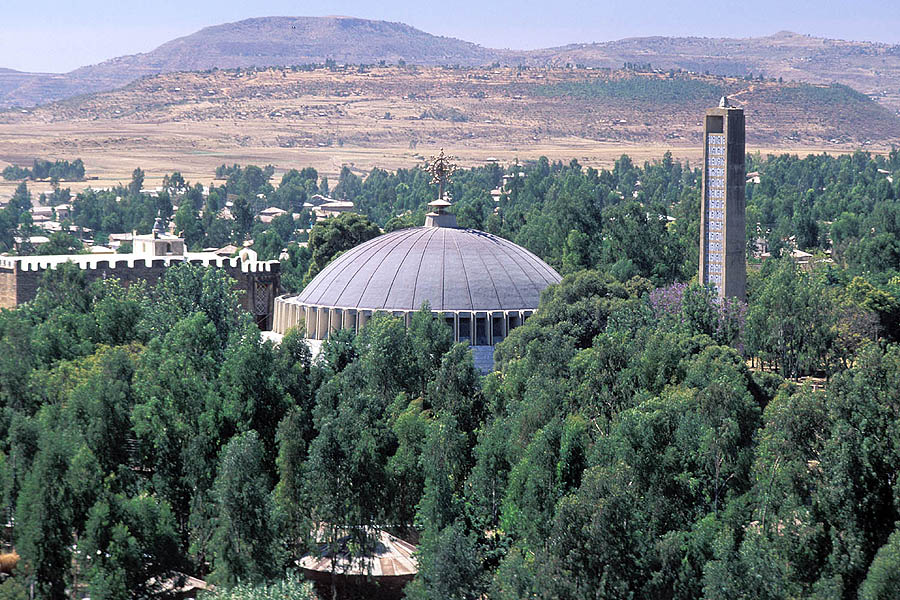
Nouvelle église Maryam Seyon, édifiée par Haïlé Sélassié Ier dans les années 1950.

D'après la tradition éthiopienne relatée dans le Kebra Nagast (Käbrä Nägäst, ከብረ ነገሥት, livre de la Gloire des Rois) qui fonde la mythologie politique de la dynastie salomonide à partir du XVe siècle, l'Arche d'alliance aurait été volée par Ménélik Ier, fils du roi Salomon et de la reine de Saba. Si le texte du Kebra Nagast ne mentionne jamais Aksoum, par contre, les traditions éthiopiennes assimilent depuis au moins le XVIe siècle l'endroit où repose l'Arche d'Alliance à l'église d'Aksum Maryam Seyon. Elle s'y trouverait toujours.
Certains souverains éthiopiens tels Zar'a Ya'eqob (1434-68) ou Sarsa Dengel (1563-97) ont établi une cérémonie du sacre – distincte de la cérémonie du couronnement - à Aksoum, afin de tisser un lien fort entre les rituels du pouvoir royal et Aksoum.
Ainsi, dans l'enceinte de l'église, des vestiges de la cité antique ont été ré-utilisés, transformés en « trônes » sur lesquels siégeaient les officiers de la cour royale pendant ces cérémonies.
Aksoum demeure aujourd'hui encore un centre identitaire de l'Éthiopie, particulièrement pour les Tigréens.